# Замок Баллінгаррі
Замок Баллінгаррі (англ. Ballingarry Castle) — один із замків Ірландії, розташований в графстві Керрі, в приході Балліхейгу, на березі моря, на узбережжі Тралі-Бей. Нині замок лежить в руїнах.
Замок Баллінгаррі збудував полковник Девід Кросбі (1590—1658) в 1641 році. Родина Кросбі жила на цих землях з 1636 року. Девід кросбі був сином преподобного Джона Кросбі та Вініфред О'Лалор. Він одружився з дочкою преподобного Джона Стіра. У цьому шлюбі він мав 2 синів і 4 дочок. Девід Кросбі став губернатором Керрі в 1641 році. Він був губернатором Кінсейлу від імені короля Англії Карла І, депутатом парламенту від Керрі. Після придушення повстання за незалежність Ірландії замок та маєток Баллінгаррі були конфісковані Олівером Кромвелем за підтримку роялістів. Після цього Девід Кросбі жив в місті Ардферт, графство Керрі. Томас Кросбі був обраний депутатом парламенту від графства Керрі в 1709 році. Його син Джеймс став верховним шерифом Керрі в 1751 році. Його син Джеймс став верховним шерифом Керрі в 1792 році. Його син Пірс став верховним шерифом Керрі в 1815 році. Його син Джеймс став верховним шерифом Керрі в 1862 році. Його другий син Джеймс Дайроллс Кросбі народився в 1865 році.